# Düte (mit Nebenbächen)
Düte (mit Nebenbächen) este o arie protejată (sit de importanță comunitară — SCI) din Germania întinsă pe o suprafață de 117,5 ha, integral pe uscat.

## Localizare
Centrul sitului Düte (mit Nebenbächen) este situat la coordonatele 52°15′34″N 7°58′10″E / 52.2594°N 7.9694°E.

## Înființare
Situl Düte (mit Nebenbächen) a fost declarat sit de importanță comunitară în ianuarie 2005 pentru a proteja 2 specii de animale.

## Biodiversitate
Situată în ecoregiunea continentală, aria protejată conține 6 habitate naturale: Lacuri eutrofice naturale cu vegetație de tip Magnopotamion sau Hydrocharition, Cursuri de apă de la nivel de câmpie la nivel montan, cu vegetație Ranunculion fluitantis și Callitricho-Batrachion, Liziere de ierburi înalte hidrofile de câmpie și de nivel montan până la alpin, Păduri de fag Asperulo-Fagetum, Păduri de stejar sau de stejar și carpen sub-atlantice și medio-europene de Carpinion betuli, Păduri aluvionare cu Alnus glutinosa și Fraxinus excelsior (Alno-Padion, Alnion incanae, Salicion albae).
La baza desemnării sitului se află mai multe specii protejate:
- amfibieni (1): triton cu creastă (Triturus cristatus)
- pești (1): cicar (Lampetra planeri)